# Сторожинецьке пасмо
Сторожине́цьке па́смо — горбогірне пасмо в Передкарпатті, на межиріччі Серету і Пруту. Розташоване в межах Сторожинецького і (частково) Глибоцького районів Чернівецької області. 
Довжина пасма понад 20 км, ширина 5—8 км. Переважні висоти 330—530 м. 
Пасмо простягається з північного заходу на південний схід. Поверхня розчленована яружно-балковою мережею. Складається з моласових відкладів. Лісистість становить понад 50%. Поширені ялицево-букові ліси, подекуди з домішкою берези та дуба. Є джерела мінеральних вод. 